# JAHO III
JAHO III je bila tretja jugoslovanska alpinistična odprava v Himalajo, ki je trajala od 14. avgusta do 15. decembra 1969. Cilj odprave je bila 7937 metrov visoka Anapurna II.

## Člani odprave
- Aleš Kunaver (vodja)
- Jože Andlovic (zdravnik)
- Kazimir Drašlar (biolog)
- Lojze Golob
- Zoran Jerin (novinar)
- Matija Maležič
- dr. Andrej Martinčič (biolog)
- Klavdij Mlekuš
- Anton/Tone Sazonov - Tonač
- Franc Štupnik - Cicko
- dr. Tone Wraber (biolog)

## Zgodovina
21. oktobra 1969 je trojka Andlovic, Golob in Kunaver, kot tretja odprava v zgodovini alpinizma, osvojila Anapurno IV (7540 m), naslednji dan pa sta Maležič in Drašlar osvojila primarni cilj odprave, Anapurno II.